# Рамирес-и-Сесма, Хоакин
Хоаки́н Рами́рес-и-Се́сма (исп. Joaquín Ramírez y Sesma; 1796—1839) — мексиканский генерал 19-го века.
Сесма командовал бригадой, отправленной в подкрепление к основным силам Антонио Лопеса де Санта-Анны, намеревавшимся подавить восстание в мексиканском Техасе. В его первоначальную задачу входило снятие осады с Сан-Антонио-де-Бехар. Однако вскоре после ухода войск Сесмы пришло известие о том, что гарнизон Бехара под командованием генерала Мартина Перфекто де Коса уже капитулировал и выведен в Ларедо. Сесма присоединился к частям Коса в Ларедо, пополнив его войско 1 000 пехотинцев и 500 всадниками.
Санта-Анна объединился с ними, перейдя реку Рио-Гранде. Вместе они выдвинулись к Бехару, где 6 марта 1836 года взяли штурмом крепость Аламо после 13-дневной осады. 11 марта Сесме было приказано следовать с генералом Адрианом Воллем в Сан-Фелипе-де-Остин, а затем в Анагуак. 24 марта приказ изменился, и теперь он должен был поддерживать левый фланг сил Хосе де Урреа, но сопротивление встреченное в Бизонс Форде на реке Колорадо заставило Сесму и Волля разбить лагерь на южном берегу реки всего в двух милях от техасских войск, находившихся на противоположном берегу. Санта-Анна продолжил своё передвижение передовыми отрядами, и Сесма последовал за ним.
13 апреля его войска начали пересекать реку Бразос в районе переправы Томпсона, с целью продолжить наступление на Харрисбург. Во время битвы при Сан-Хасинто войска генерала Сесмы находились на правом берегу реки Бразос, в районе поселения Олд Форт. 25 апреля они присоединились к частям Висенте Филисола и других мексиканских генералов в ходе всеобщего вывода войск из Техаса.